# Rue du Dahomey
La rue du Dahomey est une rue du 11e arrondissement de Paris, en France. 

## Situation et accès
La rue du Dahomey est située dans le quartier Sainte-Marguerite, dans le faubourg Saint-Antoine, dans le 11e arrondissement de Paris. Parallèle à la rue du Faubourg-Saint-Antoine, elle démarre à hauteur du no 12 de la rue Saint-Bernard et se termine rue Faidherbe.
La rue du Dahomey fait 161 mètres de longueur pour 10 mètres de large. Elle ne comporte ni carrefour, ni feux de circulation routière.  Elle est à sens unique, et comporte une voie de circulation goudronnée, une rangée de stationnements en ligne, une station de vélos en libre service Vélib', et deux trottoirs de part et d'autre qui permettent la circulation piétonnière des riverains.
La station de métro la plus proche est la station Faidherbe - Chaligny de la ligne 8 du métro de Paris ; l'une des bouches de la station dessert la rue Saint-Bernard, et la partie ouest de la rue ; la bouche de métro principale dessert la rue Faidherbe et la partie est de la rue.

## Origine du nom
Cette rue porte le nom du Dahomey, alors colonie française de l'ex-Union française, qui devint indépendante en 1960 et prit le nom de Bénin en 1975.

## Historique

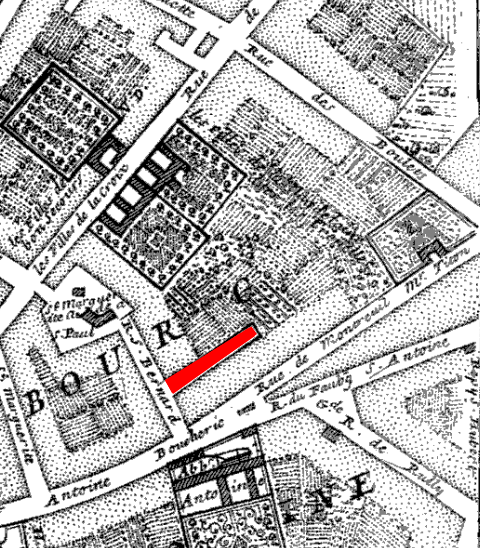
Sur cet extrait du huitième plan de Paris de 1705, la voie (en rouge) de ce qui sera plus tard la rue du Dahomey. Elle porte, selon certaines sources et certains plans, le nom de « cul-de-sac du Petit Jardinet ».

On peut trouver trace d'un chemin perpendiculaire à la rue Saint-Bernard sur le huitième plan de Paris datant de 1705, époque où le quartier fait partie du faubourg Saint-Antoine. Il n'existe pas encore de rue Faidherbe, et la zone dont le périmètre est défini par la rue Saint-Bernard, la rue de Charonne, la rue du Faubourg-Saint-Antoine et la rue des Boulets n'est traversée par aucune voie et semble constituée de champs. Le passage qui sera plus tard la rue du Dahomey n'est qu'un chemin permettant l'accès aux champs.
Sur le plan de Paris dit « plan de Turgot » datant de 1736, et d'après le Dictionnaire administratif et historique des rues de Paris et de ses monuments, cette voie porte le nom de « cul-de-sac du Petit Jardinet », et n'a pas de numéro. Selon ce dernier ouvrage, son unique entrée se trouve entre les numéros 10 et 12 de la rue Saint-Bernard.
La rue est ensuite renommée « impasse Sainte-Marguerite », ou « cul-de-sac Sainte-Marguerite » suivant les sources, en raison de sa proximité de l'église Sainte-Marguerite. Elle porte ensuite le nom d'« impasse Saint-Bernard », parce qu'elle a son entrée dans cette rue.
Une décision ministérielle du 29 nivôse an XIII, signée Champigny, fixe la largeur de l'impasse à sept mètres. En vertu d'une ordonnance royale du 6 mai 1827, cette largeur est portée à dix mètres. Durant plusieurs années existait une clôture à l'entrée de l'impasse.

## Bâtiments remarquables et lieux de mémoire
Plusieurs lieux notoires, à l'échelle du quartier et de la capitale française, se situent dans cette rue. 
- À l'angle de la rue Faidherbe, au niveau du no 11 de la rue du Dahomey, se situe le Mansouria, un restaurant fondé en 1984 et remarqué par les critiques gastronomiques, tant pour sa cuisine marocaine raffinée et bourgeoise que pour l'élégance et la particularité de son cadre architectural[3],[4],[5]. Au numéro 7 de la rue se trouvait le Bistro au Vieux Chêne, dont le nom fait référence à la tradition ébéniste historique du quartier, ancien troquet ouvrier fondé en 1932[6]. Transformé, lors de la gentrification du quartier, en restaurant, il a été l'un des lieux de tournage du film français Une vie à t'attendre, sorti en 2004.
- Au numéro 1 de la rue se trouve l'École de communication visuelle, une école supérieure de design graphique et de création visuelle.

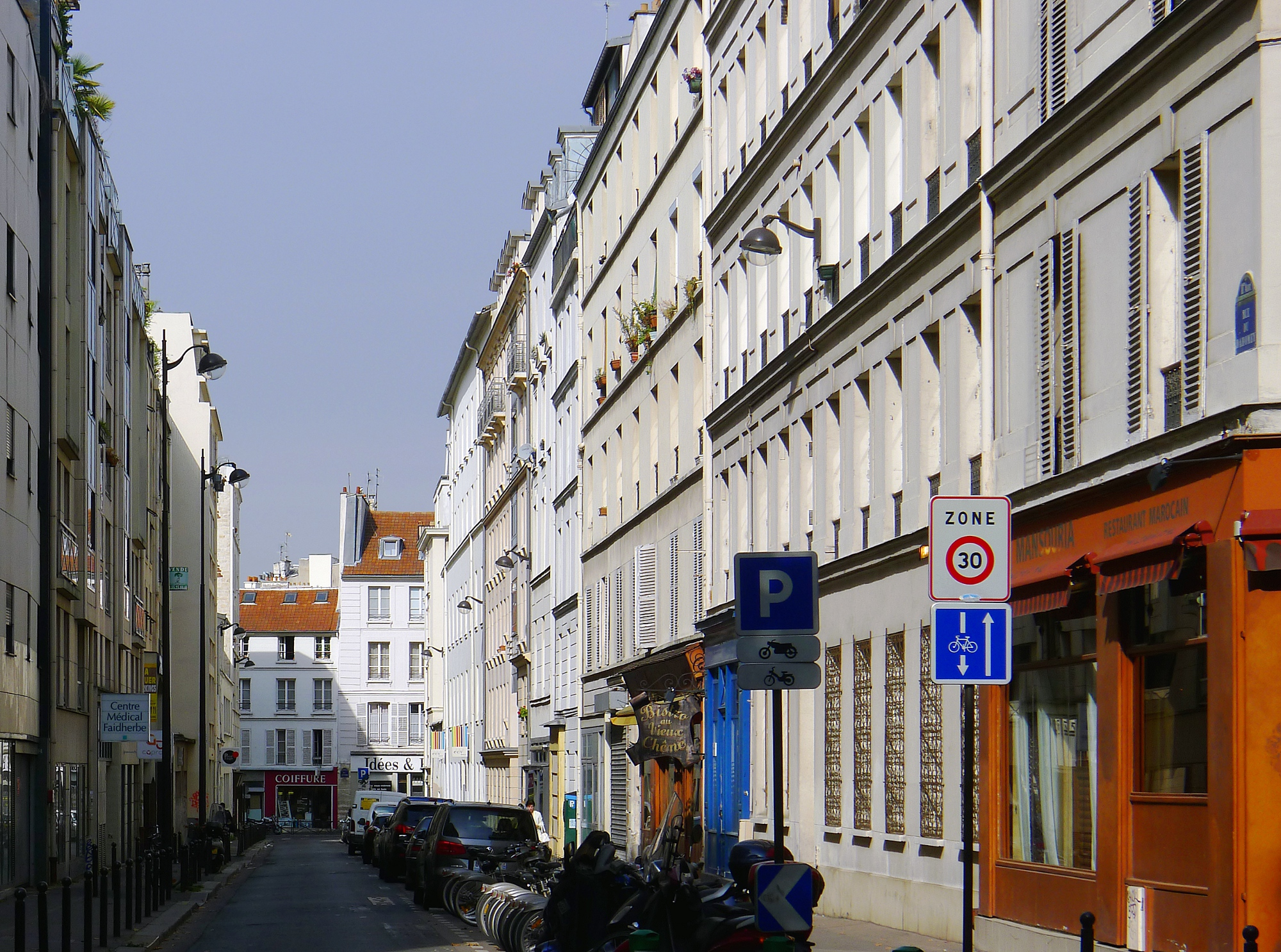
Le restaurant Mansouria et le Bistro au Vieux Chêne.
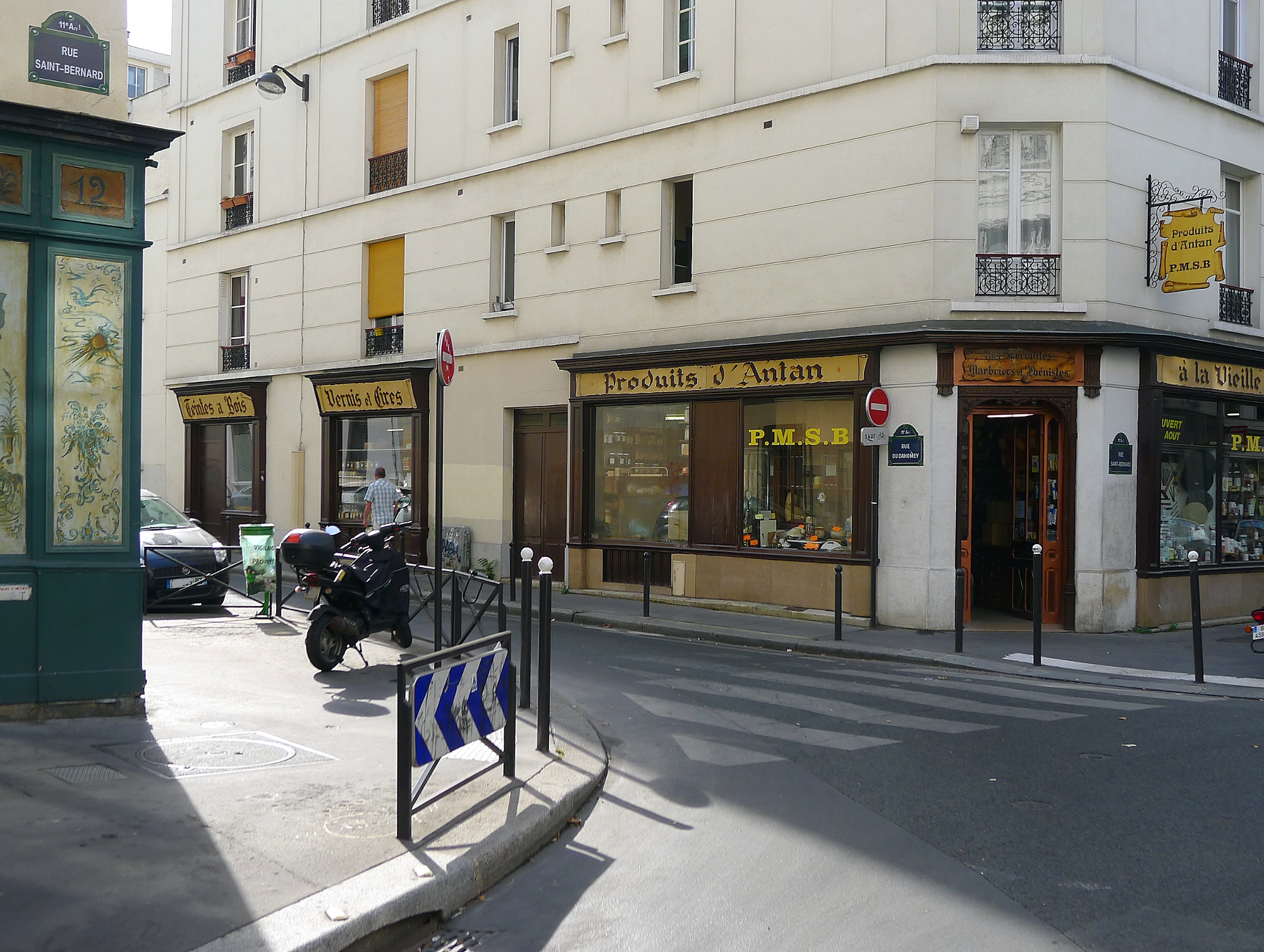
Une boutique liée à l'artisanat traditionnel du quartier.
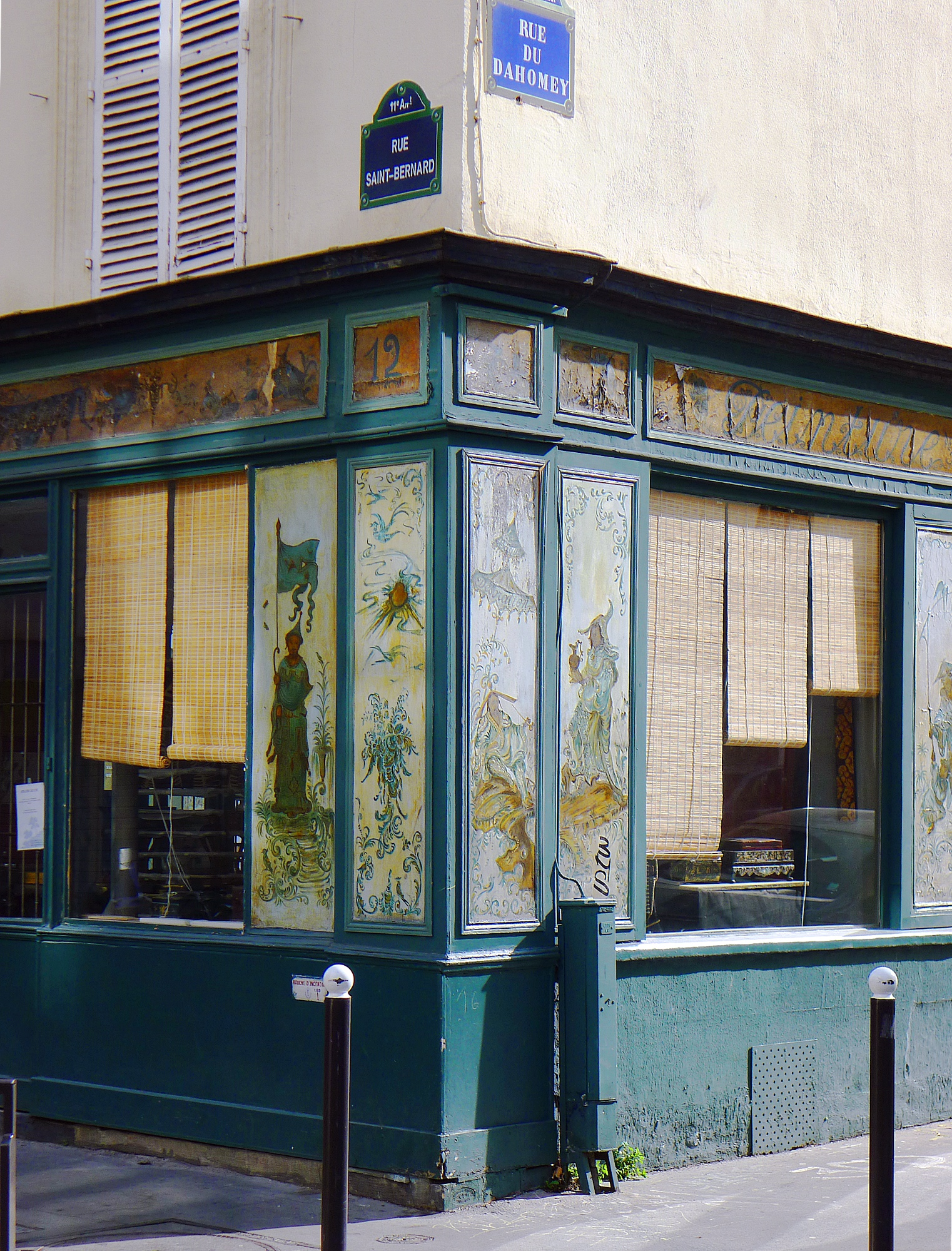
No 12, murs d'une boutique faisant angle avec la rue Saint-Bernard et inscrite aux monuments historiques.